# 绒盖乡
绒盖乡，是中华人民共和国四川省甘孜藏族自治州白玉县下辖的一个乡镇级行政单位。

## 行政区划
绒盖乡下辖以下地区：
绒盖村、协塘村、优巴村、生公村、则巴村、俄巴村、协达村、边布村、仲学村、沟沟村和俄它村。